# Sabine Wiedenhofer

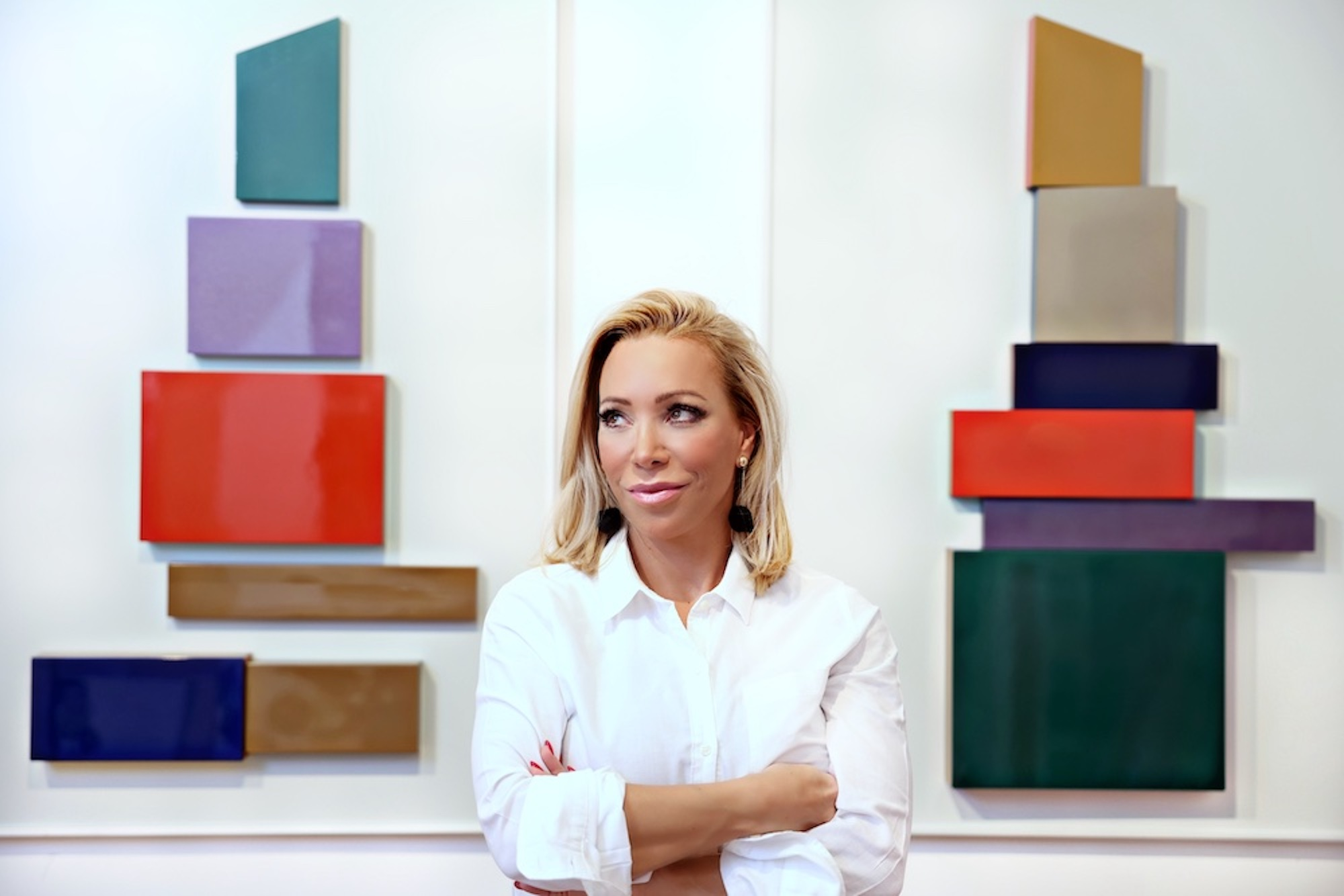
Sabine Wiedenhofer

Sabine Johanna Wiedenhofer (* 9. Juli 1974 in Wien) ist eine österreichische zeitgenössische Künstlerin. Sie arbeitet als Malerin, Bildhauerin und Fotografin.

## Leben und Wirken
Sabine Wiedenhofer nimmt seit 2008 an der österreichischen Kunstmesse Art austria teil. Seit 2012 werden ihre Arbeiten in der Galerie Kovacek in Wien gezeigt. In ihren Arbeiten vereinigt sie unterschiedliche Elemente der Kunst sowie verschiedene Techniken und Materialien. Sie arbeitet mit Fotografie, Malerei, Skulptur, Glas und Metall und verbindet verschiedene Elemente.
2014 gestaltete sie Buntglasfenster für die Kapelle auf Schloss Merkenstein, die in Murano im Berengo Studio produziert wurden. 2017 nahm sie an der Cologne Fine Art & Antiques und an der Biennale di Venezia teil.
Im Palazzo Franchetti wurde 2017 im Rahmen der Glasstress die 168-teilige Glasinstallation TriBeCa 2017, gefertigt aus Muranoglas, gezeigt. Ihre TriBeCa Glas Towers wurden 2017 erstmals in den USA bei der Kunstmesse der SOFA Expo in Chicago gezeigt.
2018 wurde Wiedenhofers Arbeiten in Miami bei der Art Miami gezeigt. Ein Jahr später stellte Sabine Wiedenhofer in Palm Beach auf der Art Palm Beach Contemporary und bei der Art Wynwood in Miami aus. 2019 entwickelte Wiedenhofer das Projekt „if walls could talk – wenn Wände sprechen könnten“. Im Zuge dieser Serie porträtierte sie prominente Persönlichkeiten in historischen Gebäuden in Wien und Berlin, unter ihnen Hilde Dalik und Katja Riemann. 2020 wurde auf der Kunstmesse SIAF erstmals ein Razzle Dazzle präsentiert. Die Bootswerft Frauscher engagierte Wiedenhofer, ein Frauscher Boot in ein Kunstwerk zu verwandeln. 
Die 2019 erarbeitete Serie „if walls could talk – wenn Wände sprechen könnten“ wurde 2020 erstmals in der Galerie Kovacek der Öffentlichkeit präsentiert. Nach dem Terroranschlag in der Wiener Innenstadt im November 2020 sammelte Sabine Wiedenhofer Kerzenreste, Briefe und Blumen der Bevölkerung ein, um diese mit Muranoglas und Aluminium zu einem Oktogon zu gießen. Diese Skulpturen wurden im Rahmen einer Charity-Gala am Jahrestag des Anschlags 2021 zugunsten der Organisation „Der weisse Ring“ versteigert. 
Die Coronasituation verarbeitete die Künstlerin in ihrem Kunstwerk „Stayin’ Alive – die Spritze in die hemmungslose Glückseligkeit“, die erstmals im MuseumsQuartier im Zuge der Art Austria Kunstmesse präsentiert wurde. Anlässlich des Krieges in der Ukraine produzierte sie in Zusammenarbeit mit den Berengo-Studios Murano die Glasskulptur Give Peace a Hand, Ukraine, die im Rahmen einer Online-Auktion für 17.000 Euro versteigert wurde. Der Gesamterlös ging an die Kurier Familienhilfe Ukraine.
Sabine Wiedenhofer lebt in Wien.

## Einzelausstellungen
- 1999: winter dreams, Atelier Wiedenhofer, Wien
- 2000: se non è vero è ben trovato II, Atelier Wiedenhofer, Wien
- 2002: lack of concern I, Unicredit Bank Austria, Wien
- 2002: Vienna meets Antwerp, Velvet Lounge, Antwerpen, Belgien
- 2003: ohne Grenzen, Hotel Schloss Leonstain, Pörtschach
- 2004: alive, Galerie Kovacek, Wien
- 2011: Barcodes | Cubes | Faces | Travel | Nature, Fischerhaus Moosburg, Moosburg, Kärnten
- 2012: Galerie Kovacek, Wien
- 2013: Galerie Kovacek, Wien
- 2014–2021: Imperial Goes Contemporary, Hotel Imperial, Wien
- 2014: Weiss Meets Wiedenhofer, Galerie Kovacek, Wien
- 2015: Art & la dolce vita, Fischerhaus Moosburg, Moosburg, Kärnten
- 2016: Summer time blues, Galerie Kovacek, Wien
- 2016: Looshaus, Wien
- 2017: Farbe & Licht – eine Liebesgeschichte, Ritterburg Lockenhaus, Lockenhaus, Burgenland
- 2017: Art & la dolce vita II, Fischerhaus Moosburg, Moosburg, Kärnten
- 2018: Once in a lifetime, Fischerhaus Moosburg, Moosburg, Kärnten
- 2018: Summer Opening im Kunstviertel, Galerie Kovacek, Wien
- 2019: Frühjahresausstellung, Galerie Kovacek, Wien
- 2020: if walls could talk, Galerie Kovacek, Wien
- 2021: Österreichische Gemälde von 1800 bis heute, Galerie Kovacek, Wien

## Gruppenausstellungen
- 2014: Berengo Studio: a selection, Berengo Fine Arts, Murano, Italien
- 2016: color & light – a love affair, Fischerhaus Moosburg, Moosburg, Kärnten
- 2016: Österreichische Gemälde von 1800 bis heute, Galerie Kovacek, Wien
- 2017: Glasstress 2017, Glasstress, Venedig, Italien
- 2017: Sabine Wiedenhofer und Zeitgenossen, Galerie Kovacek, Wien
- 2017: La dolce vita, Fischerhaus Moosburg, Kärnten
- 2017: Showroom extended, Kunstsalon Perchtoldsdorf, Niederösterreich
- 2018: Art Miami, Florida, Vereinigte Staaten
- 2018: Poppy generations, Galerie Kovacek, Wien
- 2019: Art Palm Beach Contemporary und Art Wynwood
- 2020, 2021: Österreichische Gemälde von 1800 bis heute, Galerie Kovacek, Wien
- 2021: Art Austria und Art Austria Highlights, Wien